# Majra (pies)
Majra (stgr. Μαῖρα Maíra, łac. Maera) – w mitologii greckiej pies Ikariosa.
Ikarios był pierwszym człowiekiem, którego bóg Dionizos nauczył, jak należy wyrabiać wino. Miał poczęstować winem pasterzy, którzy szybko się upili. Nie rozumiejąc tego stanu, byli przekonani, że Ikarios ich otruł. Zabili go i zbiegli na Keos u wybrzeży Attyki. Wierny pies Majra, wyjąc z rozpaczy za swoim panem, pobiegł po Erigonę, córkę Ikariosa. Ciągnąc ją zębami za odzienie, przyprowadził na miejsce śmierci ojca, gdzie zrozpaczona dziewczyna popełniła samobójstwo.

Aby upamiętnić to tragiczne wydarzenie, Zeus umieścił jego bohaterów wśród gwiazd. A ludność Aten, jako wspomnienie tej historii, ustanowiła coroczne święto na cześć Ikariosa, Erigone oraz psa Majry.

Na niebie Ikariosa utożsamiano z konstelacją Wolarza, Erigone z Panną. a Majrę z Małym Psem.
Wyciem (lub szczekaniem) przywołał Erigone (córkę Ikariosa) do miejsca, gdzie leżało niepochowane ciało zamordowanego ojca.
Wraz ze swym panem i jego córką został przemieniony w gwiazdy.